# Регинхарт III фон Урзин
Регинхарт III фон Урзин (на немски: Reginhart III von Ursin; † ок. 24 ноември 1101/1102) е благородник, господар на Урзин или замък Ирзе (при Кауфбойрен) в Швабия/Бавария. Той е фогт на манастир Отобойрен. От него произлизат по-късните графове и маркграфове „фон Урзин-Ронсберг“.

## Произход и управление
Господарите фон Урзин живеят от ок. 980 г. в замък Ирзе. Той е син на Регинхарт († сл. 1055), внук на Руперт († сл. 1010) и племенник на Титерикус († сл. 1055). Брат е на Рупрехт († сл. 1083) и Ирмгард. Прадядо е на Готфрид, патриарх на Аквилея (1182 – 1194).
Регинхарт III фон Урзин получава службата фогт на манастир Отобойренен. Фогт Регинхард има доверието на императора, на херцозите на Бавария и Швабия, на Вефите, на епископа на Аугсбург и на абата на Кемптен. Той получава от епископа на Аугсбург и абата на Кемптен множество и големи дарения (Феод).
Регинхарт III фон Урзин има голямото доверие от Велф III († 1055) от швабския клон на фамилята Велфи е херцог на Каринтия и маркграф на Верона, и е повишен на смъртното му легло в замък Бодман до Лудвигсхафен през 1055 г.
Синовете и внуците на Регинхард фон Урзин си построяват замък Ронсбург над селището Ронсберг и се наричат веднага Ронсберг. Ок. 1130 г. род Урзин мести центъра си в Ронсберг и оттогава се нарича на новия си замък „господари“, по-късно „графове фон Ронсберг“. Синът му Руперт фон Урзин дарява на църквата в Аугсбург ок. 1060 г. имение в Хазелах при Ирзе и става монах през 1130 г. в манастир Отобойрен.

## Фамилия
Регинхарт III фон Урзин се жени за Ирмгарт († 12 октомври сл. 1102). Те имат двама сина:
- Руперт фон Урзин († 17 юли сл. 1130), става монах 1130 г. в манастир Отобойрен, женен за Ирмингард фон Калв († 13 януари 11??), дядо е на Готфрид († 7 октомври 1194), патриарх на Аквилея (1182 – 1194)
- Ото фон Райхен